# Graham Place
Graham Place (geboren vor 1973) ist ein Filmproduzent.

## Leben und Karriere
Graham Place wurde bekannt als Produzent von Nell (1994), Men in Black (1997) und Men in Black 2 (2002). Er war am aktivsten in den 1990er Jahren und hat mehrmals mit Will Smith zusammengearbeitet. Er hörte aktiv als Produzent im Jahr 2009 auf.

## Filmografie (Auswahl)
- 1973: Running with the Devil
- 1991: Addams Family (1991)
- 1994: Nell
- 1995: Schnappt Shorty (Get Shorty)
- 1995: Tatort Schlafzimmer (Dangerous Intentions; Fernsehfilm)
- 1997: Men in Black
- 1999: Wild Wild West
- 2002: Men in Black 2
- 2008: Suburban Shootout (Fernsehserie)

## Weblink
- Graham Place bei IMDb

| Personendaten    | Personendaten |
| ---------------- | ------------- |
| NAME             | Place, Graham |
| KURZBESCHREIBUNG | Produzent     |
| GEBURTSDATUM     | vor 1973      |